# Lacais
Lacais là một chi bọ cánh cứng trong họ 
Elateridae.
Chi này được miêu tả khoa học năm 1942 bởi Fleutiaux.

## Các loài
Các loài trong chi này gồm:
- Lacais glauca (Laporte, 1838)
- Lacais griseus (Candèze, 1881)
- Lacais nietoi (Salle, 1873)
- Lacais suturalis (Champion, 1894)